# Сёуда
Сёуда (норв. Sauda) — коммуна в губернии Ругаланн в Норвегии. Административный центр коммуны — город Сёуда. Официальный язык коммуны — нюнорск. Население коммуны на 2016 год составляло 4710 человек. Площадь коммуны Сёуда — 546,34 км², код-идентификатор — 1135.

## История населения коммуны
Население коммуны за последние 60 лет.

Статистика коммуны Сёуда